# Maurice Maître
Maurice André Maître (gestorben nach 1920) war ein französischer Stummfilmregisseur, der vor allem in Russland Filme drehte.

## Leben und Wirken
Maurice Maître führte Regie zu Filmen mit russischen Inhalten seit 1908. 1910 und 1911 waren es 8 Kurzstummfilme für die Zweigniederlassung der französischen Produktionsfirma Pathé frères in Moskau. Diese gehörten zu den ersten in Russland. Seit 1911 war er wieder in Frankreich tätig.

## Filmografie
Von Maurice Maître sind 11 Stummfilme bekannt. Bis 1914 waren sie alle Kurzfilme bis etwa 20 Minuten Länge.  Bei einigen war Kai Hansen Koregisseur.
Angegeben sind die französischen und englischen Titel, in Klammern die deutschen Titelübersetzungen.
Regie
- Donskie kazaki (Donskije kasaki/Die Donkosaken), 1908, USA/Frankreich (?)
- Knyazhna Tarakanova (Knjaschna Tarakanowa/Fürstin Tarakanowa), 1910
- Le lieutenant Yergouneff (Der Leutnant Jergunow), 1910
- Khmara (Chmara), 1910
- Le duel (Das Duell), 1910
- Le khaim (L'chaim), 1911
- Anna Karenina, 1911, nach dem Roman von Lew Tolstoi
- Les tziganes (Die Zigeuner), 1911
- Martha Posadnitza, 1911
- L'hetman Nicolaieff (Der Hetman Nikolajew), 1911
- Little Moritz sauvé du feu (Klein Moritz schützt das Feuer), 1911
- Le pain quotidien, 1911, Frankreich
- La Passion, 1914, Frankreich
- La boucle énigmatique, 1920, Frankreich